# Mundo de fieras (1991)
Mundo de fieras é uma telenovela venezuelana produzida e exibida pela Venevisión entre 6 de março de 1991 e 4 de março de 1992. Foi protagonizada por Catherine Fulop  e Jean Carlo Simancas e antagonizada por Rosalinda Serfaty e Chelo Rodríguez.

## Sinopse
Rosario Flores, conhecida por todos como "Charito", é uma boa e linda garota que vive sozinha no país com a mãe, María Antonieta. O pai de Charito, Leoncio Palacios, os abandonou há muito tempo para ir com sua nova esposa, Miriam.
A saúde de Marie Antoinette está piorando, então ela pergunta a Leoncio, que também tem uma filha chamada Joselyn, para cuidar de Charito. Joselyn Palacios, que sofre de problemas mentais, não é realmente a filha de Leoncio, mas uma relação extraconjugal entre Miriam e outro homem, Federico Ansola.
Marie Antoinette morre depois de um tempo e sua filha está totalmente sozinha. Felizmente por ela, Chabela Soriano, uma velha amiga de sua mãe, a leva para sua casa com seus dois filhos: Tamara, que é sua filha biológica, e Ivan, que é adotada. O último, que é um viúvo, imediatamente se apaixona por Charito quando vê nela uma semelhança surpreendente com sua esposa, Viviana, que morreu em circunstâncias estranhas.
Mais tarde, Charito é contratado por Leoncio para trabalhar como servo em casa, já que ele está mortalmente doente e deseja pedir perdão antes de morrer. Charito, que ignora completamente a relação entre os dois, gosta de Leoncio, então ele fica bravo com ele sabendo a verdade, mas acabou perdoando-o pelo carinho que ele sente com ele. Quando Leoncio morre, Charito se sente totalmente sozinho no mundo porque sente que não tem mais ninguém em sua vida.
É quando o amor vem à vida de Charito na pessoa de José Manuel Bustamante, o marido de Joselyn, que a ama em segredo. Ela também se sente fortemente atraída por ele, mas não se atreve a deixar-se levar por seus sentimentos porque ele é casado com uma mulher má e perigosa. No entanto, nenhum deles pode controlar sua paixão mútua e acabar se tornando amado.
Joselyn acaba de descobrir a relação entre ambos e decide se vingar de seu rival, a quem ataca furiosamente. Charito entende que seu amor por José Manuel é impossível e decide voltar ao campo para esquecê-lo. Enquanto isso, Iván confessa seu amor a Charito e pede-lhe casamento, mas ela o rejeita porque o considera apenas um bom amigo.
Pouco depois, Charito descobre que está grávida e decide revelar a notícia a José Manuel, que está disposto a cuidar do menino, mas Joselyn revela que ela também está gravida e ele se sente preso. As duas mulheres dão à luz no mesmo dia, mas o bebê de Joselyn nasceu morto, enquanto Charito nasceu uma criança saudável. Joselyn aprende o que aconteceu e decide sequestrar o filho de Charito, a quem ele chama de José, para torná-lo dele.
Passam cinco anos em que Charito vive dia a dia com a esperança de encontrar seu filho, que vive com José Manuel (que não sabe que é filho de Charito) e com Joselyn; O último faz todos os tipos de mal a Charito para tornar a vida impossível, até acabar preso em um hospital mental em que a menina perde a memória.
José Manuel, alimentado com as faltas de Joselyn, a deixa e pede um divórcio e, quando Charito recupera a memória, ele se casa com ela em uma cerimônia íntima.
Parece que Charito pode finalmente ser feliz com José Manuel e seu filho, com quem ele começa a compensar o tempo perdido, mas os infortúnios ainda não acabaram por ela, porque outra mulher parece confundir sua felicidade: Brigitte Perdigón, la A primeira esposa de José Manuel, que diz que ainda não é divorciada de José Manuel e, portanto, seus casamentos com Joselyn e com Charito não são válidos.
Por outro lado, Joselyn encontra o amor novamente e fica novamente grávida, mas logo depois descobre que ela tem uma doença terminal e tem apenas alguns meses para viver. Ao saber da gravidade de sua situação, Joselyn decide fazer a paz com Charito, que a perdoa e decide ficar ao seu lado. Além disso, Joselyn pede a última vontade de Charito cuidar de seu bebê quando ela morre.
Meses depois, Joselyn morre depois de dar à luz uma menina que Charito promete cuidar como se fosse sua filha. Por seu lado, José Manuel resolve todos os seus problemas com Brigitte e pode finalmente viver o seu grande amor com Charito.

## Elenco
- Catherine Fulop -  Rosario "Charito" Flores  / Viviana Flores
- Jean Carlo Simancas - José Manuel Bustamante
- Rosalinda Serfaty - Jocelyn Palacios Anzola de Bustamante
- Luis José Santander - Iván Soriano
- Miguel Alcántara - Silvio Ascanio
- Carolina López - Brigitte Perdigón de Bustamante
- Marlene Maseda - Reina Bayón
- Rebeca Costoya - Geraldine Paricio
- Elluz Peraza - Indiana Castro / Posiedad
- Chelo Rodríguez - Miriam Anzola de Palacios
- Chony Fuentes - Julia Bayón
- Mirtha Borges - Chabela Soriano
- María E. Domínguez - Charo
- Marisela Buitrago - Leonicia
- Susana Duijm
- Olga Castillo - Delmira
- Esperanza Magaz
- Francis Helen - Andreína Marval
- Orángel Delfín - Leoncio Palacios
- Marcelo Romo - Raymundo Camaro
- Diego Balaguer - Emilio / Clemente Sartori
- Simón Pestana - Amadeo Bustamante
- Henry Salvat - Ángel
- Julio Capote - Gonzalo Castro
- Ernesto Balzi - Federico Anzola
- Carolina Cristancho - Sandra
- Aura Elena Dinisio - Soledad de Anzola
- Mercy Croes - Adriana
- Sandra Juhazs - Paloma de Bustamante
- Lilibeth Morillo - Tamara "Tammi" Soriano
- Liliana Rodríguez - Chinca
- Azabache - Anita
- Carlos Carrera
- Patricia Tóffoli
- Andrés Izaguirre - Stéfano Camaro
- Carlos Subero
- Mahuampi Acosta
- María A. Gómez
- Carmen Landaeta - Teresa
- Mario Lovera
- Fabiola Romero
- Argenis Chirivela
- Mario Brito (Lotario) - Juanón
- Ninon Racca - María Antonieta Flores
- Isabel Hungría
- Humberto Tancredi - Padre Medayita
- Víctor Cárdenas - Antor Camaro
- Yuri Rodríguez
- Robert Pérez
- Luis Aular
- Ana María Pagliachi - Carlota
- Víctor Rentroya - Trino
- Paul Gillman (y su grupo) - "El Chacal"
- Manuel Gassol
- Frank Méndez
- Francia Sandoval
- Franca Arico
- Tisbeth Arias
- Elizabeth López - Fedora
- Eduardo Herreros
- Coromoto Roche - Ninon
- Morela Reyes
- Tania Martínez
- Moisés Rodríguez
- Carmelo Lapira
- Gonzalo Contreras
- Nene García
- Emma Pereira
- Isabel Herrera
- Miguel Maldonado
- Miguel A. Nieto
- Enrique Oliveros
- Jhonny Menhier
- Odalys Paiva
- Luis Gerardo Núñez - Valentín Velasco
- Gabriela Spanic - Luisa
- Hilda Blanco - Chiba
- Gonzalo Velutini - Santiago
- Roberto Luke
- Dulce María Pilonieta - Manuela "Chelita" Bustamante Perdigón
- Pedro de Armas - Luisito #1
- Winston Vallenilla - Luisito #2
- Humberto Oliveros - José "Joseíto" Bustamante Palacios

## Versões
A produtora mexicana Televisa realizou em 2006 uma versão homônima da novela, produzida por Salvador Mejía e protagonizada por Gaby Espino, César Évora e Edith González.